# Рейнкорт, Стен
Стен Рейнкорт (эст. Sten Reinkort; 29 апреля 1998, Тарту) — эстонский футболист, нападающий клуба «Пайде». Выступал за сборную Эстонии.

## Биография
Воспитанник тартуских клубов «Олюмпия» и «Тарту ЛМ». С 2015 года выступал в системе местной «Таммеки» в низших лигах Эстонии за второй состав клуба и за команду «Луунья». В 2018 году забил 14 голов в третьем дивизионе (Эсилига Б), в том числе в одном из матчей, против таллинского «Аякса» (12:0), забил 5 мячей. В основной команде «Таммеки» дебютировал в матче высшего дивизиона 3 апреля 2018 года против «Пайде», заменив на 80-й минуте Андре Паю. Первые голы в высшей лиге забил 3 ноября 2018 года, сделав «дубль» в ворота «Курессааре» (6:1). В сезоне 2019 года принял участие во всех 36 матчах своего клуба и забил 11 голов, стал лучшим снайпером клуба и вошёл в десятку лучших бомбардиров чемпионата. Всего за три сезона в основе «Таммеки» сыграл 83 матча и забил 16 голов в высшей лиге.
В декабре 2020 года перешёл в таллинскую «Флору». За сезон 2021 года принял участие в 16 матчах высшего дивизиона (из них только 4 раза вышел в стартовом составе) и не отличился ни разу. Также сыграл 4 матча и забил 4 гола в Кубке Эстонии, вышел на замену в победном матче Суперкубка страны и сыграл 5 матчей (1 гол) в еврокубках. Автором гола стал в матче Лиги чемпионов с мальтийским «Хибернианс». Вместе с «Флорой» стал вице-чемпионом, финалистом Кубка и обладателем Суперкубка Эстонии 2021 года. В 2022 году отдан в аренду в «Курессааре», где стал основным форвардом. Третий бомбардир чемпионата Эстонии 2022 года (15 голов).
Выступал за молодёжную сборную Эстонии. 12 января 2023 года дебютировал в национальной сборной Эстонии в товарищеском матче против Финляндии, заменив на 51-й минуте Хенрика Оямаа.

## Достижения
- Серебряный призёр чемпионата Эстонии: 2021
- Финалист Кубка Эстонии: 2020/21
- Обладатель Суперкубка Эстонии: 2021